# Associação de Basquetebol de Araraquara
A Associação de Basquetebol de Araraquara, ou simplesmente Araraquara Basquete, é um clube de basquete brasileiro, com sede em Araraquara, São Paulo.

## História
O basquete araraquarense possui uma ampla história. Durante várias décadas, o Clube 22 de Agosto foi o principal representante da cidade.
No entanto, o Araraquara Basquete surgiu em 16 de maio de 1994, com a criação da Associação Araraquarense de Basquetebol, mantida pela Universidade de Araraquara (UNIARA). Depois do vice-campeonato na divisão de acesso em 98, a equipe debutou na elite do Estadual no ano de 1999, tendo seu melhor momento no começo dos anos 2000. Em 2001, o Uniara/Araraquara, chegou à decisão do Campeonato Paulista, perdendo a série final por 3 a 1 para a equipe do COC/Ribeirão Preto. O vice-campeonato paulista permitiu ao Araraquara participar pela primeira vez da elite do basquete brasileiro. 
No Nacional de 2002, após passar nas semifinais pelo então bicampeão Vasco da Gama, a equipe se sagra vice-campeã brasileira, depois de ser superada no playoff final pelo Bauru por 3 a 0. No segundo semestre de 2002, o Uniara/Araraquara novamente alcançou a decisão estadual. Mais uma vez, os araraquarenses foram vencidos pelo COC, desta vez a série decisiva foi 3 a 0 para o time ribeirão-pretano. Em 2006, participou da Nossa Liga de Basquetebol (torneio alternativo ao Campeonato Nacional, sem o reconhecimento da Confederação Brasileira de Basketball), sendo vice-campeã ao perder para o Limeira. Depois disso, a UNIARA deixou de patrocinar a equipe e o projeto do basquete correu risco de ser desativado.
Com o surgimento da Associação de Basquetebol de Araraquara em 1º de Agosto de 2008, o Araraquara Basquete manteve-se ativo. A equipe participou diretamente do surgimento da Liga Nacional de Basquete (NBB), sendo uma das equipes fundadoras e, sob o patrocínio da Lupo, Unimed e Red Nose, participou das quatro primeiras edições do Novo Basquete Brasil (2008/09, 2009/10, 2010/11, 2011/12). Na temporada 2009/10, o Araraquara firmou uma parceria com o Palmeiras e disputou as competições como Palmeiras/Araraquara. A parceria teve fim após o encerramento da temporada. A equipe principal teve uma pausa depois da interdição do Ginásio Gigantão, em 2012.  
Em 2019, a equipe araraquarense anunciou a volta do time adulto para disputar o recém criado Campeonato Brasileiro de Clubes, a nova divisão de acesso do basquete brasileiro. O Araraquara terminou a competição na sexta posição. 
Atualmente, a ABA trabalha com projetos de formação de atletas, projetos sociais como o Projeto Sonhando Alto e disputa campeonatos de base em várias categorias.

## Títulos
- Copa EPTV: 2 vezes (2001 e 2004).
- Jogos Abertos do Interior: 2 vezes (2002 e 2003).
- Torneio Início: 2 vezes (2003 e 2004).
- Campeonato Paulista Juvenil (Sub-19): 4 vezes (2002, 2003, 2004 e 2005).

## Campanhas de destaque
- Vice-campeão do Campeonato Brasileiro: 2002.
- Vice-campeão do Nossa Liga de Basquetebol: 2005–06.
- Vice-campeão do Campeonato Paulista: 2 vezes (2001 e 2002).

## Últimas temporadas
* Em parceria com o Palmeiras.
Legenda:
| Campeão Vice-campeão | Classificado à Liga das Américas Classificado à Liga Sul-Americana |